# Vladimir Efimkin
Vladimir Aleksandrovič Efimkin (in russo Владимир Александрович Ефимкин?; Samara, 2 dicembre 1981) è un ex ciclista su strada russo con caratteristiche di scalatore. Professionista dal 2005 al 2011, vinse una tappa alla Vuelta a España 2007 e una al Tour de France 2008. È fratello gemello di Aleksandr Efimkin, anch'egli ciclista su strada.

## Carriera
Efimkin diventa professionista nel 2005 con il Team Barloworld-Valsir e si mette subito in evidenza vincendo quattro corse, tra cui il Giro del Portogallo. Nel 2006 passa alla Caisse d'Epargne-Illes Balears di Alejandro Valverde, ma non riesce ad ottenere successi. Nel 2007 corre ancora con la Caisse d'Epargne. Il 14 marzo 2007, durante la prima tappa della Tirreno-Adriatico, cade a causa di uno speronamento in gara da parte di una moto-staffetta e riporta la frattura della clavicola destra, infortunio che lo costringe allo stop per circa due mesi.
Nel 2008 passa all'AG2R La Mondiale e disputa un ottimo Tour de France, nel quale è spesso all'attacco. Giunge secondo nella tappa pirenaica di Bagnères-de-Bigorre dietro a Riccardo Riccò (successivamente gli viene assegnata la vittoria per la squalifica dell'italiano) e rimane per parecchie tappe nei primi dieci della classifica generale; perde però la decima posizione nell'ultima cronometro e giunge a Parigi undicesimo. Nella stessa estate partecipa anche ai Giochi olimpici di Pechino, correndo la prova in linea.
Inizialmente rimasto senza squadra a fine 2010, dopo la scadenza del contratto con l'AG2R La Mondiale, nel luglio del 2011 si trasferisce alla squadra statunitense Team Type 1-Sanofi Aventis, nella quale ritrova il fratello Aleksandr. Al termine della stagione, tuttavia, non ottiene il rinnovo del contratto e lascia il professionismo.

## Palmarès
- 2004 (G.C. Feralpi)

Classifica generale Giro ciclistico della provincia di Cosenza
- 2005 (Barloworld-Valsir, quattro vittorie)

2ª tappa Vuelta a Aragón (Alcañiz > Sabiñánigo)
4ª tappa Quatre Jours de Dunkerque (Boulogne-sur-Mer > Boulogne-sur-Mer)
3ª tappa Giro del Portogallo (Lousã > Fundão)
Classifica generale Giro del Portogallo
- 2007 (Caisse d'Epargne, due vittorie)

2ª tappa Euskal Bizikleta (Tolosa > Abadiño)
4ª tappa Vuelta a España (Langreo > Lagos de Covadonga)
- 2008 (AG2R La Mondiale, una vittoria)

9ª tappa Tour de France (Tolosa > Bagnères-de-Bigorre)

## Piazzamenti

### Grandi Giri
- Giro d'Italia

2006: 39º
- Tour de France

2008: 11º
2009: ritirato (15ª tappa)
- Vuelta a España

2007: 6º

### Competizioni mondiali
- Campionato del mondo

Verona 2004 - In linea Elite: ritirato
Madrid 2005 - In linea Elite: 74º
Salisburgo 2006 - In linea Elite: 90º
Stoccarda 2007 - In linea Elite: 43º
- Giochi olimpici

Pechino 2008 - In linea: ritirato